# Mac Pro
Mac Pro là một loạt các máy trạm và máy chủ dành cho các chuyên gia do Apple Inc. thiết kế, sản xuất và bán từ năm 2006.
Mac Pro, trong hầu hết các kiểm tra điểm chuẩn hiệu suất cấu hình và tốc độ, là máy tính mạnh nhất mà Apple cung cấp. Đây là một trong bốn máy tính để bàn thuộc dòng Macintosh hiện tại, xếp trên Mac Mini, iMac và Mac Studio.
Được giới thiệu vào tháng 8 năm 2006, Mac Pro thế hệ đầu tiên có hai bộ vi xử lý Xeon Woodcrest lõi kép và một hộp máy hình tháp hình chữ nhật được chuyển từ Power Mac G5. Nó đã được thay thế vào ngày 4 tháng 4 năm 2007, bằng mô hình Xeon Clovertown lõi tứ kép, sau đó vào ngày 8 tháng 1 năm 2008, bằng mô hình Xeon Harpertown lõi bốn kép. Các bản sửa đổi năm 2010 và 2012 có các bộ xử lý Intel Xeon kiến trúc Nehalem / Westmere.
Vào tháng 12 năm 2013, Apple đã phát hành Mac Pro thế hệ thứ hai với thiết kế hình trụ mới. Công ty cho biết nó cung cấp gấp đôi hiệu suất tổng thể của thế hệ đầu tiên  trong khi chỉ chiếm chưa đến 1/8 âm lượng. Nó có bộ xử lý Xeon E5 12 lõi, GPU AMD FirePro D kép, bộ nhớ flash dựa trên PCIe và cổng HDMI. Cổng Thunderbolt 2 mang đến giao tiếp không dây cập nhật và hỗ trợ sáu màn hình Thunderbolt. Đánh giá ban đầu nhìn chung là tích cực, với những lưu ý. Hạn chế của thiết kế hình trụ đã khiến Apple không thể nâng cấp Mac Pro thế hệ thứ hai với phần cứng mạnh mẽ hơn.
Vào tháng 12 năm 2019, Mac Pro thế hệ thứ ba trở lại dạng tháp gợi nhớ đến kiểu dáng thế hệ đầu tiên, nhưng có các lỗ làm mát không khí lớn hơn. Nó có bộ xử lý Xeon-W 28 lõi, tám khe cắm PCIe, GPU AMD Radeon Pro Vega và thay thế hầu hết các cổng dữ liệu bằng USB-C và Thunderbolt 3.